# Jack Tramiel
Jack Tramiel   (Łódź, 13 de desembre de 1928 - Monte Sereno, 8 d'abril de 2012) era un empresari estatunidenc, famós per la fundació de la Commodore International, creadora dels microordinadors Commodore 64 i Commodore Amiga.